# Heiðar Geir Júlíusson
Heiðar Geir Júlíusson, född 16 augusti 1987 i Reykjavik, är en isländsk fotbollsspelare som spelar för Fram.
Júlíusson har gjort ett antal U17, U19, och U21-landskamper för Island och har tillhört den isländska klubben Fram. Under säsongen 2007 var han utlånad till Hammarby IF där han inte lyckades spela till sig ett heltidskontrakt, så inför säsongen 2008 återvände han till Fram. 2010-2012 spelade han i Ängelholms FF. I februari 2016 skrev han på för IK Gauthiod.

## Meriter
Fram
- Isländska cupen
  - Tvåa: 2009